# 浮戀
《浮戀》（うわこい）是日本漫畫家糸杉柾宏的青年漫畫作品，連載於月刊YOUNG KING（月刊ヤングキング）2011年11月號到2013年4月號，之後改成YOUNG KING（ヤングキング）2013年8號到2014年20號連載。單行本由少年畫報社出版，中文版由東立出版社代理發售。2014年改編成兩部真人電影上映。

## 角色介紹
環雪輝
本作的男主角，個性優柔寡斷。在同學們眼中與由乃是戀人關係但實際上喜歡玲奈，與由乃僅維持青梅竹馬關係。本來是因為以前家中失火新房子還沒建好而暫時寄住在雙親朋友的桐嶋家，之後在其雙親的同意下，至今持續住在桐嶋家。跟由乃和玲奈的關係很複雜，既希望與玲奈交往又不想傷害到由乃所以沒有直接拒絕由乃。不肯與由乃發生性關係而讓對方感到不悅，但是雖然喜歡著玲奈卻因為個性與學校的眾多女性有肉體的關係。
桐嶋由乃
雪輝的青梅竹馬和同學，桐嶋家的次女，田徑部的成員，與玲奈是好友關係。非常的喜歡雪輝，並且認為兩人是男女朋友，甚至數次試圖與雪輝發生關係。
早乙女玲奈
雪輝和由乃的同學兼好友，游泳部的成員。與雪輝互相喜歡，雖然要雪輝跟由乃講清楚但是依舊與雪輝發生了關係。面對自己的好友也十分的掙扎。
夢乃香
雪輝的同學，過去曾是SF（Sex Friend）研究會的成員。
朝霧愛麗絲
雪輝的學姊，SF研究會的社長。

## 單行本
| 冊數 | 少年畫報社             | 少年畫報社     | 東立出版社             | 東立出版社     |
| 冊數 | ISBN                   | 發售日期       | ISBN                   | 發售日期       |
| ---- | ---------------------- | -------------- | ---------------------- | -------------- |
| 1    | ISBN 978-4-7859-3883-3 | 2012年7月19日  | ISBN 978-986-332-615-1 | 2013年11月29日 |
| 2    | ISBN 978-4-7859-3988-5 | 2012年12月19日 | ISBN 978-986-332-616-8 | 2014年1月21日  |
| 3    | ISBN 978-4-7859-5128-3 | 2013年9月23日  | ISBN 978-986-332-617-5 | 2014年10月21日 |
| 4    | ISBN 978-4-7859-5190-0 | 2013年12月27日 | ISBN 978-986-348-307-6 | 2015年6月16日  |
| 5    | ISBN 978-4-7859-5309-6 | 2014年6月9日   | ISBN 978-986-365-493-3 | 2015年7月28日  |
| 6    | ISBN 978-4-7859-5405-5 | 2014年10月27日 | ISBN 978-986-382-320-9 | 2015年8月25日  |

## 真人電影

### 演員
- 環ユキテル：石田知之
- 桐嶋ユノ：柳百合菜
- 早乙女レナ：本山なみ
- 夢乃カオリ：事原みゆ
- 桐島ナギ：城戸桃
- 桐島ヨミ：江口ナオ

### 工作人員
- 原作:糸杉柾宏「うわこい」（「ヤングキング」少年画報社）
- 製作:香月淑晴
- 執行製作人:櫻井由紀
- 企畫:小野誠一、榎本靖
- 製作人:永岡久明
- 製片人:山口誠
- 劇本:石川均、中村千洋、井上桜子、吉村典久
- 撮影監督:佐藤和人
- 音樂:濱田勇樹
- 製作:ゴセント
- 發行:SPO

「うわこい」
- 監督:吉村典久
- 録音:池田知久
- 編集:有馬潜
- 助監督:斎藤克康

「うわこい2」
- 監督:石川均
- 録音:梅原よしゆき
- 編集:矢船陽介
- 助監督:小野寺昭洋

## 外部連結
- 映画『うわこい』公式サイト （页面存档备份，存于）（日語）
- 映画『うわこい』的X（前Twitter）（日語）